# Бакинская улица (Тбилиси)
Бакинская улица (груз. ბაქოს ქუჩა) — короткая, около 250 м, улица в городе Тбилиси, Грузия. Проходит от Проспекта Давида Агмашенебели к улице Михаила Цинамдзгвришвили. На улице расположено несколько исторических памятников.

## История
Ещё в конце XIX века на месте района улицы располагались сады. Улица была проложена в начале XX века.
С 2005 года улица, как представляющая ценность для архитектурного облика города, перекрыта для автомобильного движения.
Школу, находящуюся на улице, окончил известный грузинский певец Паата Бурчуладзе.

## Достопримечательности

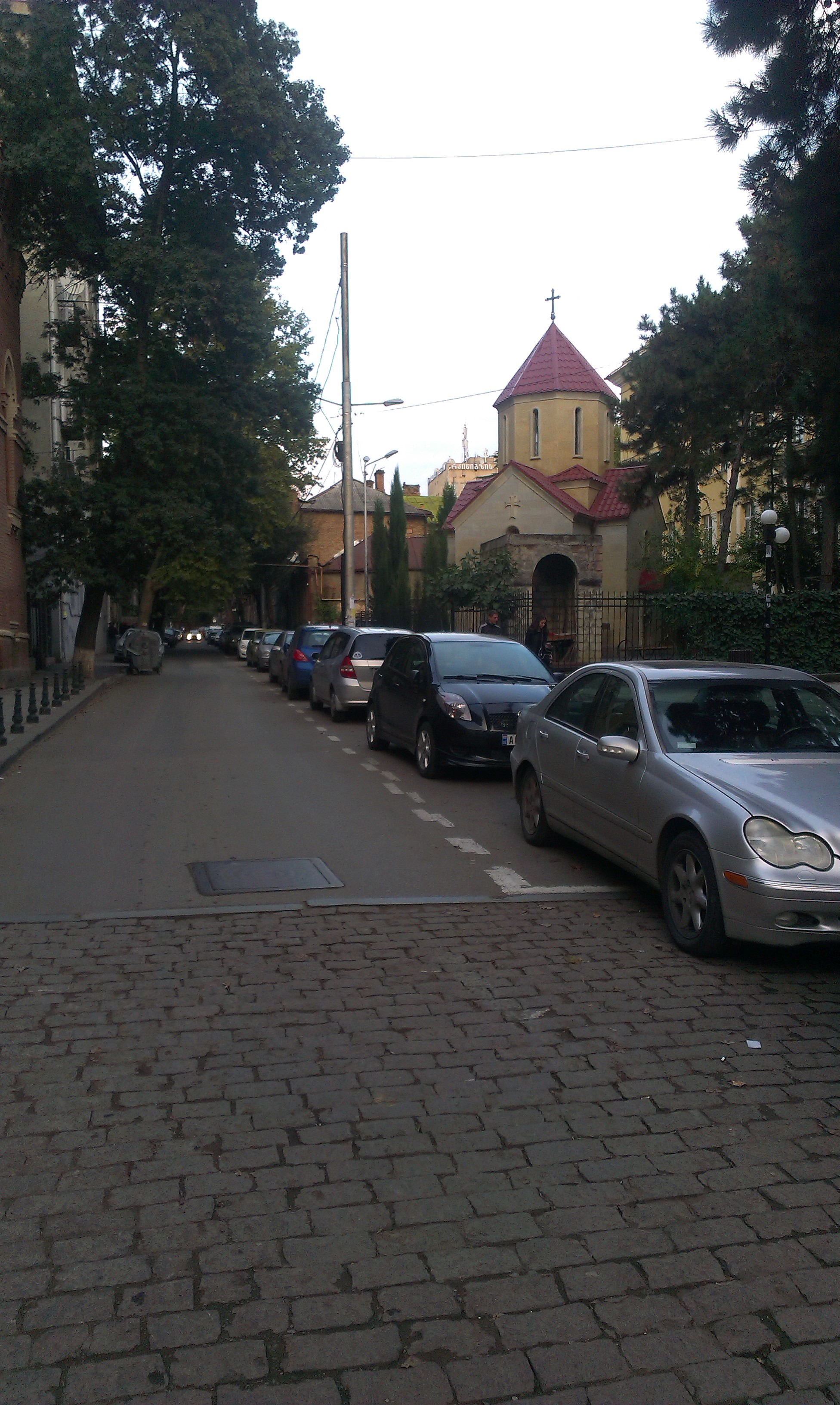
Церковь Эквтиме

д. 1 — Православная церковь имени Эквтиме Такаишвили.

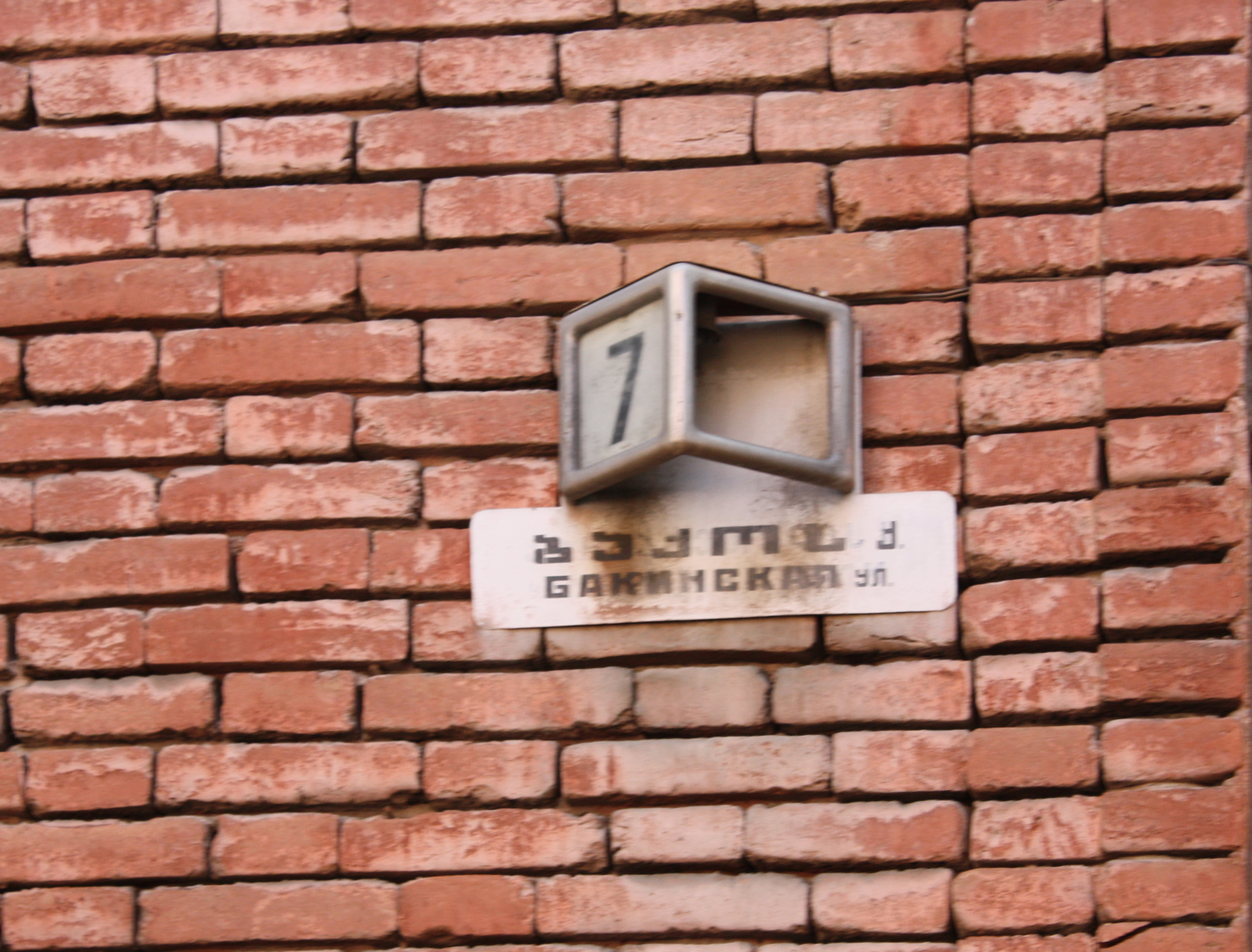
Название улицы по-грузински и по-русски. Советская табличка.